# Li Shanshan
Li Shanshan (Huangshi, China, 22 de febrero de 1992) es una gimnasta artística china, campeona olímpica en 2008 en el concurso por equipos, y subcampeona del mundo en 2007 en el mismo concurso y en el ejercicio de la viga o barra de equilibrio.

## Carrera deportiva
En el Mundial celebrado en Stuttgart en 2007 ayudó a sus compañeras a conseguir la medalla de plata —quedando solo tras las estadounidenses—; las otras cinco componentes del equipo eran: Cheng Fei, Jiang Yuyuan, Yang Yilin, Xiao Sha y He Ning. Asimismo ganó la medalla de plata en el ejercicio de viga de equilibrio, posicionándose tras la rusa Nastia Liukin y empatada con la rumana Steliana Nistor.
En los JJ. OO. celebrados en Pekín en 2008 ganó la medalla de oro en el concurso por equipos —quedando por delante de EE. UU. (plata) y Rumania (bronce)—.